# EPOC

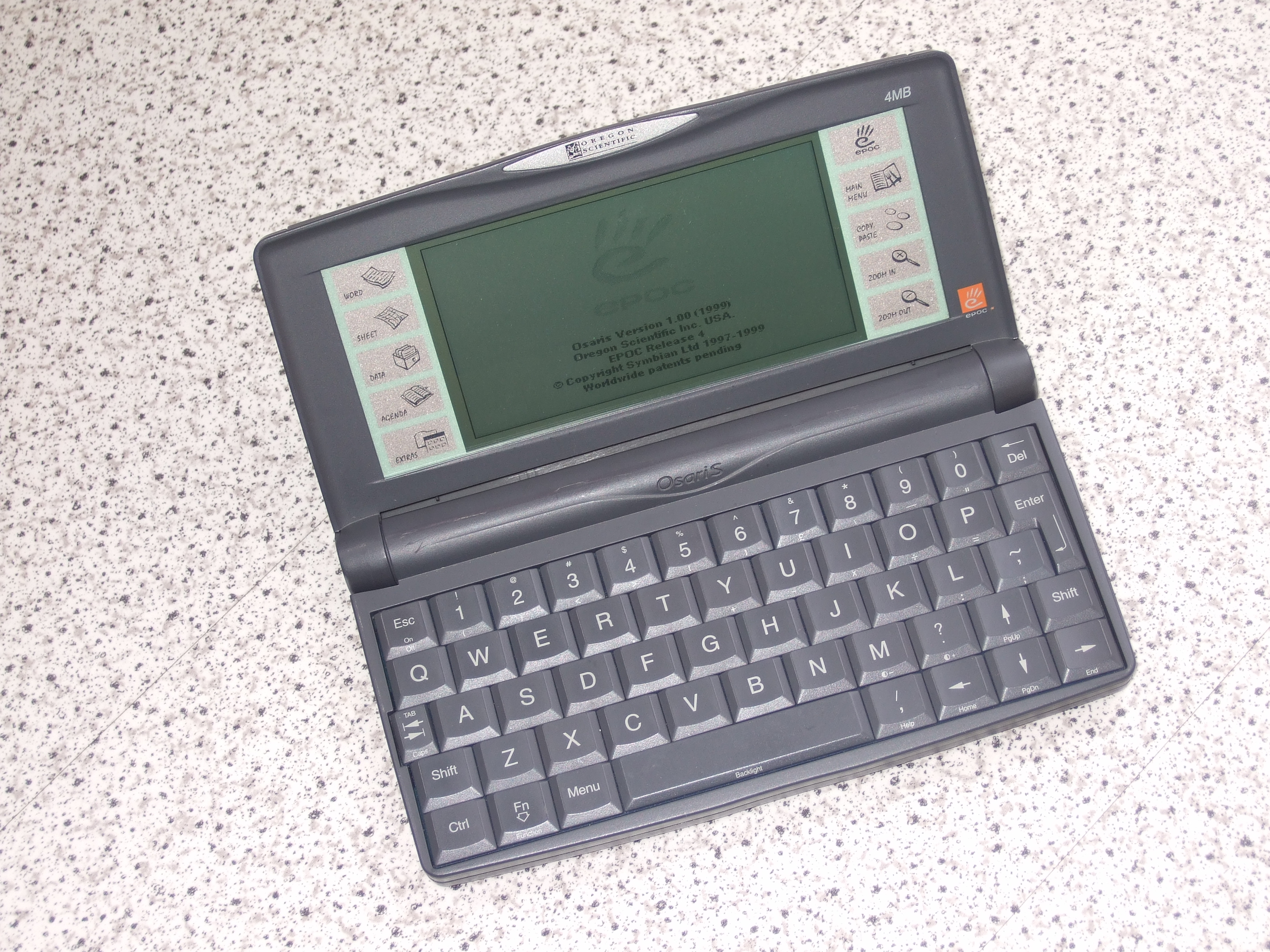
Osaris PDA s operačním systémem EPOC

EPOC [ˈiːpok] je rodina operačních systémů původně vyvíjená firmou Psion pro přenosná zařízení, primárně PDA.

## EPOC16
EPOC16 (což je retronymické označení, původně šlo pouze o EPOC) je operační systém vyvinutý firmou Psion na konci 80. a počátku 90. let 20. století pro Psiony „SIBO“ (SIxteen Bit Organisers). Všechny zařízení se systémem EPOC16 měly procesor z rodiny 8086 a 16bitovou architekturu. EPOC16 je jednouživatelský preemptivní multitaskingový operační systém napsaný z části v assembleru a zčásti v jazyce C. Je navržen pro dodání v paměti ROM.
Zařízení SIBO zahrnují: MC200, MC400, Series 3, Series 3a, Series 3c, Series 3mx, Siena, Workabout a Workabout MX. Workabout MX se stále prodává.

## EPOC32, Symbian OS
První verze EPOC32, Release 1 se objevila na zařízení Psion Series 5 ROM v1.0 a to v roce 1997. Následovala Series 5mx, Revo / Revo plus, Series 7 / netBook a netPad.
Operační systém EPOC32, v té době označován pouze jako EPOC, byl později přejmenován na Symbian OS. Navzdory podobnosti názvů EPOC32 a EPOC16 šlo o naprosto rozdílné operační systémy. EPOC32 byl napsán v jazyce C++.
EPOC32 je jednouživatelský preemptivní multitaskingový operační systém s ochranou paměti („memory protection“). Řada PDA od fy. Psion přichází s grafickým uživatelským rozhraním nazvaným EIKON.
EPOC32 byl původně vyvinut pro rodinu procesorů ARM, zahrnující ARM7, ARM9, StrongARM a intelský XScale, ale mohl být zkompilován pro zařízení používající několik jiných typů procesorů.
Od verze Release 6 je EPOC znám pouze jako Symbian OS.
Byl považován za nejlepší OS pro přenosné systémy; na rozdíl od konkurenčních Windows CE byl navržen přímo pro tato zařízení.

## Vývoj aplikací pro EPOC32
Programátorům byly k dispozici tři vývojová prostředí:
- Základní prostředí běželo pod Windows 95 nebo NT a bylo založeno na C++. Všechny služby OS byly k dispozici prostřednictvím sdílených knihoven. Pro služby jednotlivých serverů byla k dispozici mezivrstva sdílených knihoven, knihovny samy pak volaly služby jádra nebo komunikovaly se servery. API bylo založeno na jazyku C++.

- OVAL – postaven nad Visual Basicem, pracoval pod Windows a podporoval vizuální programování. Byl méně flexibilní než předchozí a o poznání pomalejší.

- OPL – programovací jazyk od PSIONu odvozený od BASICu. Funkčně byl zhruba mezi dvěma předchozími. Běžel na počítači PSION, nebyla tedy nutná křížová kompilace.[1]